# برندسازی اینترنتی
برندسازی اینترنتی یا دیجیتال برندینگ یعنی بهره‌برداری تخصصی از بستر اینترنت در راستای برندسازی. برخلاف تصور عموم، برندسازی اینترنتی علم بهره‌برداری از موتورهای جستجو و شبکه‌های اجتماعی نیست، چرا که این‌ها صرفاً ابزار هستند.
برندسازی اینترنتی (که از آن به عنوان برندسازی آنلاین نیز یاد می‌شود) یکی از تکنیک‌های مدیریت برند است که از صفحات وب گسترده، به عنوان رسانه‌ای به منظور قراردادن برند در بازار آنلاین استفاده می‌کند. طراحی و بهینه‌سازی وب‌سایت، رسانه اجتماعی، بلاگ‌ها، انتشار رسانه‌های چاپی به صورت آنلاین و بازاریابی ویدئویی همگی روش‌هایی هستند که در رابطه با اهداف برندسازی آنلاین به کار گرفته می‌شوند.

## تکنیک‌های برندسازی آنلاین
بعضی از متخصصان بر این باور هستند که هدف برندسازی آنلاین این است که به‌طور دائم مصرف‌کنندگان قدرت شناخت یک برند را داشته باشند. دیگر افراد بر یکپارچگی برندسازی آنلاین با تجربه نهایی که یک برند بر روی مشتریان در رابطه با یک شرکت، محصول یا دیگر موارد مرتبط با برند بر جا می‌گذارد، توجه دارند. از این دیدگاه، شناخت برند به عنوان یک جزء در میان بسیاری از اجزای دیگر، نظیر تمایزیابی برند (از رقبا) و پیام‌رسانی برند قرار می‌گیرد که به واسطه ارتباطات موبایل و اینترنت آسان می‌شود. توسعه وب‌سایت یک بخش کلیدی برندسازی آنلاین به‌شمار می‌رود. از این جهت که یک وب‌سایت توسط افراد و کمپانی‌های مختلف برای ارائه محصولات و خدمات یک برند استفاده می‌شود. تمرکز بر ظاهر یک وب‌سایت، عملکرد آن و پیام کمپانی به منظور ارائه یک تجربه مثبت به بازدیدکنندگان، همگی قسمتی از برندسازی آنلاین به‌شمار می‌روند. توسعه وب‌سایت برای برندسازی آنلاین، همچنین شامل به کارگیری یک بلاگ برای تولید محتوا برای خوانندگان علاقه‌مند به موضوعات مرتبط با آن برند می‌شود. ارائه مقالات مهمان برای دیگر وب‌سایت‌ها به منظور برندسازی آنلاین چیزی است که هم پیشنهاد و هم توصیه نشده‌است. در سال ۲۰۱۴، مت کاتس، رئیس تیم مبارزه با اسپم کمپانی گوگل، اشاره کرد که پست مهمان بیشتر و بیشتر به امری اسپم‌وار تبدیل شده‌است و استفاده از آن را برای ساخت لینک‌های ورودی به یک وب‌سایت توصیه نکرد.
برندسازی آنلاین همچنین شامل تعامل‌های رسانه اجتماعی و یکپارچگی با آن می‌شود. استفاده از شبکه‌های نمایش محتوایی و نمایش (به منظور نمایش تبلیغات) یکی از روش‌های یکپارچگی یک برند با رسانه اجتماعی به‌ شمار می‌روند. از تکنیک‌هایی نظیر دوباره پیام‌دهی، هدف قراردادن رفتار بازدیدکننده و هدف قراردادن طبق محتوای سایت، به عنوان روشی برای قراردادن یک برند در جلوی مخاطب هدف استفاده می‌شود. برندسازی از طریق رسانه اجتماعی شامل به اشتراک‌گذاری دانش در رابطه با یک برند و تعامل دائم با مشتریان می‌شود. استفاده از سایت‌هایی نظیر توییتر، فیسبوک، لینکداین و یوتیوب شکل متداول و محبوبی از برندسازی آنلاین از طریق رسانه اجتماعی محسوب می‌شود.
بازاریابی دهان‌به‌دهان== راه‌های برندسازی ==
- تبلیغات به صورت خلاقانه و مداوم: برای موفق بودن یک برند در اینترنت یا محیط آنلاین، آن برند باید به دنبال ارائه محصولات خود در قالب روشی باشد که باعث متمایز شدن آن‌ها از سایر رقبا شود. این امر می‌تواند فروش ویژه محصولات یا ایجاد فروشگاه‌های اینترنتی متفاوت باشد.
- ارائه خدمات به مشتری به صورت مستمر: ارائه خدمات چه در مرحله قبل از فروش چه بعد از فروش، یکی از ارکان برندسازی به‌شمار می‌رود. این مشتریان هستند که با تبلیغ شفاهی و دهان به دهان یک برند می‌توانند جنبه‌های مثبت و منفی آن را مشخص کنند و یکی از این جنبه‌های مثبت می‌تواند ارائه خدمات به مشتری و برقراری ارتباط با مشتری باشد.
- روابط عمومی: طبق گفته روانشناسان برقراری ارتباط مثبت در اشخاص تأثیر بسزایی برجا می‌گذارد. سعی کنید با مخاطبان خود در محیط آنلاین ارتباط مثبتی برقرار کنید. به تعهدهای خود پایبند باشید و مشتریان خود را هیچ وقت ناامید نکنید.
- در محیط اینترنت فعال باشید: داشتن یک وب‌سایت بدون فعالیت یا تعامل با مخاطب و بازدیدکننده امری بی‌فایده است و از طرف دیگر به روز بودن وب‌سایت، ارائه محتوای لازم به بازدیدکننده می‌تواند در مطرح کردن نام برند شما مؤثر باشد. به یاد داشته باشید فعالیت باعث می‌شود شما دائم در پیش چشم مشتریان خود قرار بگیرید و این برای همه‌گیر شدن برند شما در اینترنت و به اصطلاح برندسازی آنلاین مؤثر است.
- برندسازی ویدئویی: استفاده از ویدیوها برای انجام فرایند برندسازی‌های شخصی و کسب و کار یکی از راه‌هایی است که می‌توان از آن بهره برد. با توجه به رشد و محبوبیت استفاده از ویدیوها در چند ساله اخیر، این روش یکی از پربازده‌ترین روش‌های یک برندسازی مؤثر و قوی محسوب می‌شود. بر اساس آمار منتشر شده در رابطه با رشد ویدیوها و بازاریابی ویدئویی، در هر دقیقه چیزی حدود ۱۰۰ ساعت ویدیو در جهان در حال آپلود شدن است و این یعنی بستری مناسب برای دیده شدن و حضور در ذهن مخاطبان برای یک برندسازی خوب.
- سئو: شاید نتوان از سئو یا بهینه سازی سایت برای موتور های جستجو به عنوان یک راه نام برد اما قطعا به عنوان یکی از بهترین ابزار های این حوزه وجود دارد. معیار ها و روش های زیادی برای سئو وجود دارند که عموما مربوط به یک وبسایت میباشند که به طور کلی به سه دسته: داخلی، خارجی و تکنیکال تقسیم میشود. امروزه با وجود هوش مصنوعی گسترده روش های سئو نیز گسترده تر و پیچیده تر شده اند.

## بخشی از برندسازی
اینترنت را به فهرست رسانه‌ها اضافه کنید. به نظر ما اینترنت بزرگتر از دیگر رسانه‌ها خواهد شد و بیشترین نفوذ را بر زندگی ما خواهد داشت. از آنجا که هم‌اکنون اینترنت به بخشی از زندگی تبدیل شده، باید به بخشی از برندسازی نیز تبدیل شود. این خطر وجود دارد که چنین پدیده‌ای به جای تبدیل شدن به یک واسط ارتباطی یا کانال بازاریابی در قالب موجودیتی کاملاً مجزا از برند تلقی گردد. البته اینترنت دارای ویژگی‌های منحصربه‌فردی است که کسب دانش و آگاهی‌های لازم در خصوص آن‌ها ضروری به نظر می‌رسد. ابزاری مانند اینترنت، ارتباط دو‌طرفه را تسهیل می‌بخشد. از سوی دیگر اینترنت، مصرف‌کنندگان کینه‌توز و ناراضی را قادر می‌کند پیام‌ها و نظریه‌های خود علیه برند را منتشر کنند و این کاری است که از طریق رسانه‌های یک‌سویه مقدور نیست.